# Lacu Sărat (Bihar megye)
Lacu Sărat település Romániában, a Partiumban, Bihar megyében.

## Fekvése
Papmezővalány mellett fekvő település.

## Története
Lacu Sărat korábban Papmezővalány (Vălani de Pomezeu) része volt.
1956-ban  98 lakosa volt.
A 2002-es népszámláláskor 70 román lakosa volt.